# إعلان اليهود الحرب على ألمانيا

الصفحة الأولى من الصحيفة في 24 مارس 1933

إعلان اليهود الحرب على ألمانيا كان هو عنوان الصفحة الأولى يوم 24 مارس 1933 في النسخة البريطانية من صحيفة Daily Express. كان هو عنوان مقالة أعلنت مقاطعة البضائع الألمانية. بقية وسائل الإعلام لم تصف المقاطعة كإعلان للحرب. يقول مشروع نيزكور إن محاولة المقاطعة كان ردا على معاداة السامية من النازية الألمانية تحت قيادة أدولف هتلر إلا أن ادعاءهم ينقصه الاستدلال التاريخي.
وبعد ثلاث أيام من نشر هذا الإعلان، تم عقد مقابلة بين ممثلي اليهود البريطانيين، المجلس اليهودي للنواب، أنكر أن يكون هناك مقاطعة ضد ألمانيا. على الرغم من هذا، هذه المقالة وكثير من المقالات الشبيهة في الصحافة الأمريكية والبريطانية في ربيع عام 1933 تم استعمالها بهدف الدعاية النازية ليرضوا "اليهومقاطعة"، مقاطعة التجار اليهود.